# Osbeckia moonii
Osbeckia moonii är en tvåhjärtbladig växtart som beskrevs av George Henry Kendrick Thwaites. Osbeckia moonii ingår i släktet Osbeckia och familjen Melastomataceae. Inga underarter finns listade i Catalogue of Life.